# Kortrijkse Zwemkring
Kortrijkse Zwemkring (KZK) is een zwemvereniging en een voormalige waterpolovereniging uit de Belgische stad Kortrijk.

## Historiek
De vereniging heeft afdelingen voor de wedstrijdsporten synchroonzwemmen en  wedstrijdzwemmen. De club traint zowel in het Mimosazwembad, Lagaezwembad als in het Magdalenazwembad, alle drie in Kortrijk gelegen.
KZK kwam daarnaast uit in de Belgische eerste klasse voor waterpoloteams en werd in 2008 voor de negende keer landskampioen. In augustus 2012 splitste de waterpoloploeg zich af en ging verder als Kortrijkse Waterpolo Kring.